# ام الشرافي (حرض)

تعديل مصدري - تعديل

ام الشرافي هي إحدى قرى عزلة الفج بمديرية حرض التابعة لمحافظة حجة، بلغ تعداد سكانها 1081 نسمة حسب تعداد اليمن لعام 2004.